# Rachid Ofrany
Rachid Ofrany (ur. 17 lutego 1987 w Roermond) – holenderski piłkarz, grający na pozycji napastnika.
W Eredivisie rozegrał 27 spotkań i zdobył 3 bramki.